# Kim Ryeo-ryeong
Kim Ryeo-ryeong (* 1971 in Seoul) ist eine südkoreanische Schriftstellerin.

## Leben
Kim Ryeo-ryeong wurde 1971 in Seoul geboren. Sie wuchs sowohl bei ihrer Großmutter mütterlicherseits wie auch bei ihrer Urgroßmutter väterlicherseits in Seoul bzw. Taejŏn auf, was sie stark prägte. In ihrer Kindheit, die sie in einem kleinen Dorf verbrachte, war es ihr Traum, Lehrerin oder Polizistin zu werden, da sie fasziniert von ihrer eigenen Lehrerin war, die alles zu wissen schien und alles für sie tat. Ihr Wunsch, einmal in einem Polizeiauto zu fahren, war so groß, dass sie einmal sogar so tat, als wüsste sie den Weg nach Hause nicht. Der Polizist auf der Polizeiwache gab Kim und ihren Freundinnen etwas zu essen, hörte sich geduldig ihre Geschichte an und fuhr sie in dem Polizeiwagen nach Hause. Diese spezielle Erfahrung schien Kim zur Darstellung von selbstlosen Erwachsenen als Charaktere zu inspirieren, die vorbehaltlos jungen Menschen Gehör schenken, wie z. B. der Wachmann in Hast du den schon mal gesehen? (그 사람을 본 적이 있나요), Onkel Oh in Die elegante Lüge (우아한 거짓말) und der Mister Direktor in Wandŭk (완득이).
Während ihres Abiturs schaute Kim einen Film aus Hongkong und kurz darauf meldete sie sich mit ihren Freundinnen in einer Kung-Fu-Kampfschule an. Dieser Tick hielt etwa ein Jahr an, jedoch halfen ihr die dort gemachten Erfahrungen ihren Bestseller Wandŭk zu schreiben, welcher unter anderem von einer Kickbox-Schule handelt. Kim stellt in dieser Geschichte das Verhalten und den psychologischen Zustand eines Jugendlichen so realistisch dar, dass einige Leser das Gefühl hatten, im Herzen der Autorin lebe ein siebzehnjähriger Junge. Auch die Tatsache, dass die Freundschaft mit ihren Kameraden aus der Kung-Fu-Schule, welche später Lehrmeister im Kickboxen wurden, anhielt, half ihr beim Schreiben.
Ihr Wunsch war es zwar, Literatur zu studieren, jedoch musste sie erst erwachsen werden, heiraten und zwei Kinder bekommen, bevor sich dieser Wunsch mit über dreißig Jahren erfüllte. Sie besuchte die Abteilung für Kreatives Schreiben des Seouler Instituts für Kunst. Sie startete ihre Karriere als Schriftstellerin zwar relativ spät, schrieb dafür aber umso rückhaltloser. Nachdem sie zwei Kinder auf die Welt gebracht hatte, gab es nichts mehr, was ihr Angst machte, und mit fünfunddreißig konnte sie auch nichts mehr schocken. Kim hatte die Angewohnheit, sich Notizen zu machen, wann immer sie einen eigenartigen Dialog hörte oder jemand traf, der sich auffällig verhielt. Diese Angewohnheit wurde zu einem nützlichen Werkzeug für den späten Start ihrer Karriere. Im Gegensatz zu anderen Kindergeschichten tauchen in ihren Geschichten immer eine große Anzahl von Charakteren auf, die markante und einzigartige Eigenschaften besitzen.
In der Universität begann sie Werke zu verfassen, nachdem sie dort auf die Kinderbuchautorin Hwang Sŏn-mi getroffen war. Sie machte 2006 ihren Abschluss und verfasste im selben Jahr drei Geschichten, für die sie mit Auszeichnungen belohnt wurde.
Beim Verlag Baobab Books aus Basel erschien Ende Mai 2020 die deutsche Übersetzung des internationalen Jugendbuch-Bestsellers Wandŭk. Der FAZ-Rezensent Steffen Gnam nannte ihn einen „wunderbaren Bildungsroman“.

## Arbeiten (Auszug)

### Bücher
- 내 가슴에 해마가 산다 In meinem Herzen lebt ein Seepferdchen (2007) ISBN 978-89-546-0404-8
- 기억을 가져온 아이 Das Kind mit den Erinnerungen (2007) ISBN 978-89-320-1779-2
- 요란 요란 푸른 아파트 Das laute, grüne Apartment (2008) ISBN 978-89-320-1902-4
- 완득이 Wandŭk (2008) ISBN 978-89-364-3363-5.
  - Eins zwei. Eins zwei drei., aus dem Koreanischen von Hyuk-Sook Kim und Manfred Selzer. Baobab Books, Basel 2020. 208 S., ISBN 978-3-905804-98-0.
- 천둥 치던 날 Der Tag, an dem es donnerte (2009) ISBN 978-89-320-1986-4
- 우아한 거짓말 Die elegante Lüge (2009) ISBN 978-89-364-5622-1
- 그 사람을 본 적이 있나요? Hast du den schon mal gesehen? (2011) ISBN 978-89-546-1574-7
- 가시고백 Bekenntnis mit Dornen (2012) ISBN 978-89-491-2326-4
- 파란 아이 Das blaue Kind (2013) ISBN 978-89-364-5650-4

### Verfilmungen
- 2011: Wandŭk (완득이)
- 2014: Thread of Lies (우아한 거짓말)
- 2024: Trunk (Netflix-Serie, geplant)

## Auszeichnungen
- 2007: 제1회 창비청소년문학상 (Ch'angbi Literaturpreis für Jugendliteratur)
- 2007: 제3회 마해송문학상 (Ma-Hae-song-Literaturpreis)
- 2007: 제8회 문학동네어린이문학상 대상 (Munhak Tongne Preis für Kinderliteratur)